# 维托里托
维托里托（義大利語：Vittorito），是意大利阿奎拉省的一个市镇。总面积14.04平方公里，人口919人，人口密度65.5人/平方公里（2009年）。ISTAT代码为066108。